# Downblouse

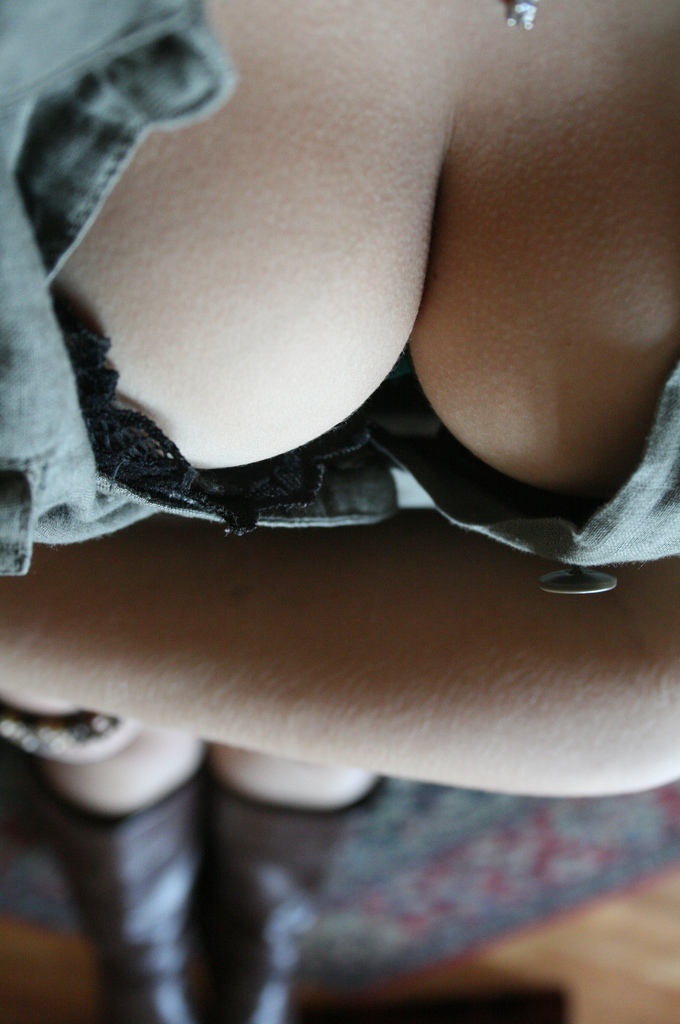
Foto van een vrouw van bovenaf genomen

Downblouse is het al dan niet heimelijk van bovenaf kijken, filmen of fotograferen in de bovenkleding van een vrouw, met als doel de beha, de borsten of de tepels te kunnen zien. Downblouse wordt uitgevoerd wanneer een vrouw een decolleté heeft maar ook indien het lastiger uitvoerbaar is in geval van een blouse, topje of T-shirt. Wanneer iemand seksueel opgewonden raakt door (een deel van) de borsten op die manier te zien of op beeld vast te leggen, wordt gesproken van een seksueel fetisjisme, meer bepaald een vorm van voyeurisme.
Een gelijkaardig verschijnsel is upskirt, waarbij iemand opnames probeert te maken onder iemands rok. Hoewel beide gedragingen doorgaans niet strafbaar zijn, worden ze wel beschouwd als een schending van de privacy of gewoonweg als ongepast gedrag. De kick van het (heimelijk) iets doen wat niet mag, kan hier ook deel uitmaken van de opwinding.
Er worden ook upskirt en downblouse films en foto's met volledige instemming van modellen gemaakt en commercieel aangeboden.